# 太田康資
太田康資（1531年—1581年11月8日／1588年），日本戰國時代至安土桃山時代的武將。父親是太田資高。母親是北條氏綱的女兒淨心院。

## 生平
在享祿4年（1531年）出生，家中次男（嫡男）。天文17年（1547年），在父親資高死去後，繼承家督，並成為江戶城城代。
武勇優秀。天文23年（1554年），在北條氏在駿河國與甲斐武田氏戰鬥時，撃退原虎胤隊等。不過因為得到的恩賞不多而不滿（一説是因為不能成為曾祖父資長（道灌）所築的江戶城城主而不滿，當時在江戶城本丸的是富永氏（富永直勝），二之丸的是遠山氏（遠山綱景），而自身則在三之丸，被迫成為3個城代之一），永祿5年（1562年），與同族的太田資正連結，計畫投向上杉家。根據北條方的史料，是受到資正和里見氏的建議。不過計畫失敗，同年10月，逃亡到資正之下。翌年（1563年），氏康攻略武藏國松山城，並計畫乘勢攻撃資正、康資。上杉謙信為了救援屬少數投向自己的武藏國人，於是邀請安房國、上總國、下總國的領主里見氏出兵，里見家的當主里見義堯派遣嫡男義弘為總大將，率軍進入國府台城。
永祿7年（1564年）初，北條軍與里見太田聯軍激戰，結果被北條軍大敗（第二次國府台合戰）。此後，逃亡到安房投靠里見氏，之後亦繼續與北條戰鬥。天正9年（1581年），在里見家中出現爭奪家督的混亂時，被捲入正木憲時的反亂中，因為支援憲時，最終與憲時一同在小田喜城自殺。另一説法指，與資正一同逃亡並投靠佐竹氏。

## 異說
一說指德川家康寵愛的側室英勝院是康資的女兒。另外，亦有說法指在天正19年（1591年）被佐竹氏流放的江戶重通的女兒成為康資的養女（如此則與此前在天正9年（1581年）死去的說法不符）。在江戶時代領有5萬石的太田氏是英勝院的親屬，而太田氏的血脈在此後不明，太田氏的家系圖亦多數被認為可信性甚低，很可能是在太田資宗一代被竄改。

## 人物
- 所領約2千貫（後來直轄領減至一半），相當於後北條氏家臣的第6位貫高，可見得到氏康重視。不過在所領役帳中，高級國眾的名字後會加上「殿」字，不過雖然本領有931貫384文，卻沒有加上「殿」字，因此被認為在江戶地域內，影響力低下。另外，名字中的「康」字是北條氏康下賜的偏諱。

- 在『關東古戰錄』卷六中記述，「身丈6尺以上，筋骨很大，見者稱之為「大人」。聲音很大，像雷震一樣，擁有1人舉起要30個普通男人才能搬起的岩石的強力」（身丈6尺以上、筋骨は太く、見るものは「大人」と呼ぶ。声は太く、雷が震えるようで、普通の男が30人程で持ち上げる岩を1人で軽々と持ち上げる強力でもある）。

## 外部連結
- 武家家伝＿岩槻太田氏（页面存档备份，存于）